# 内外ビルディング
内外ビルディング（ないがいビルディング）は、かつて日本の東京都千代田区丸の内にあった建築物である。

## 沿革
東京市麹町区八重洲町一丁目1番に土地を保有していた大日本製糖が、自社の社屋に加え商業ビルの経営を企図して1922年（大正11年）に内外ビルヂング会社を設立。直ぐ様建設に着手したものの、完成が目前に迫った1923年（大正12年）9月1日に関東大震災が発生し建築中の建物は全壊、多数の作業員が犠牲となった。
震災での崩壊を受けて設計をやり直し、1925年（大正14年）11月24日に地鎮祭を挙行し1926年（大正15年）2月21日から再度工事を着工。1927年（昭和2年）7月31日に竣工し、同年8月に大日本精糖が本社機能をここに移した。なお竣工当初、ビル名を昭和ビルディングとしたものの、後に内外ビルディングに名称を戻している。
終戦直後の1946年（昭和21年）3月に内外ビルディングは連合国軍最高司令官総司令部 (GHQ) に接収され、1952年（昭和27年）12月の接収解除まで将校宿舎「エンパイヤーハウス」として使用された。接収解除直前の1952年10月に内外ビルヂングは三井不動産会社傘下となったため、解除後は三井不動産によってオフィスビルとなった。1954年（昭和29年）から1966年（昭和41年）までは富士重工業 (現: SUBARU) の本社も所在していた。1956年（昭和31年）12月には増築に着手し1958年（昭和33年）1月14日に完成、1962年（昭和37年）4月に再増築を行った。だが度重なる増築にもかかわらず建物自体の陳腐化・老朽化は避けられず、1979年（昭和54年）1月に解体。現在跡地には丸の内三井ビルが建っている。また三井不動産傘下となった内外ビルヂングは1969年（昭和44年）3月27日に第一産業会社と合併して、商号を内外不動産と改め現在に至る。